# Processo articolare
I processi articolari (zigapofisi) di una vertebra, due superiori e due inferiori, originano dalla unione dei peduncoli vertebrali e delle lamine vertebrali.
- I processi superiori si protendono in alto da una vertebra inferiore, e le loro superfici articolari sono dirette più o meno all'indietro.
- I processi inferiori si protendono in basso da una vertebra superiore, e le loro superfici articolari sono dirette più o meno in avanti e in fuori.

Le superfici articolari sono cosparse di cartilagine ialina.

## Altre immagini

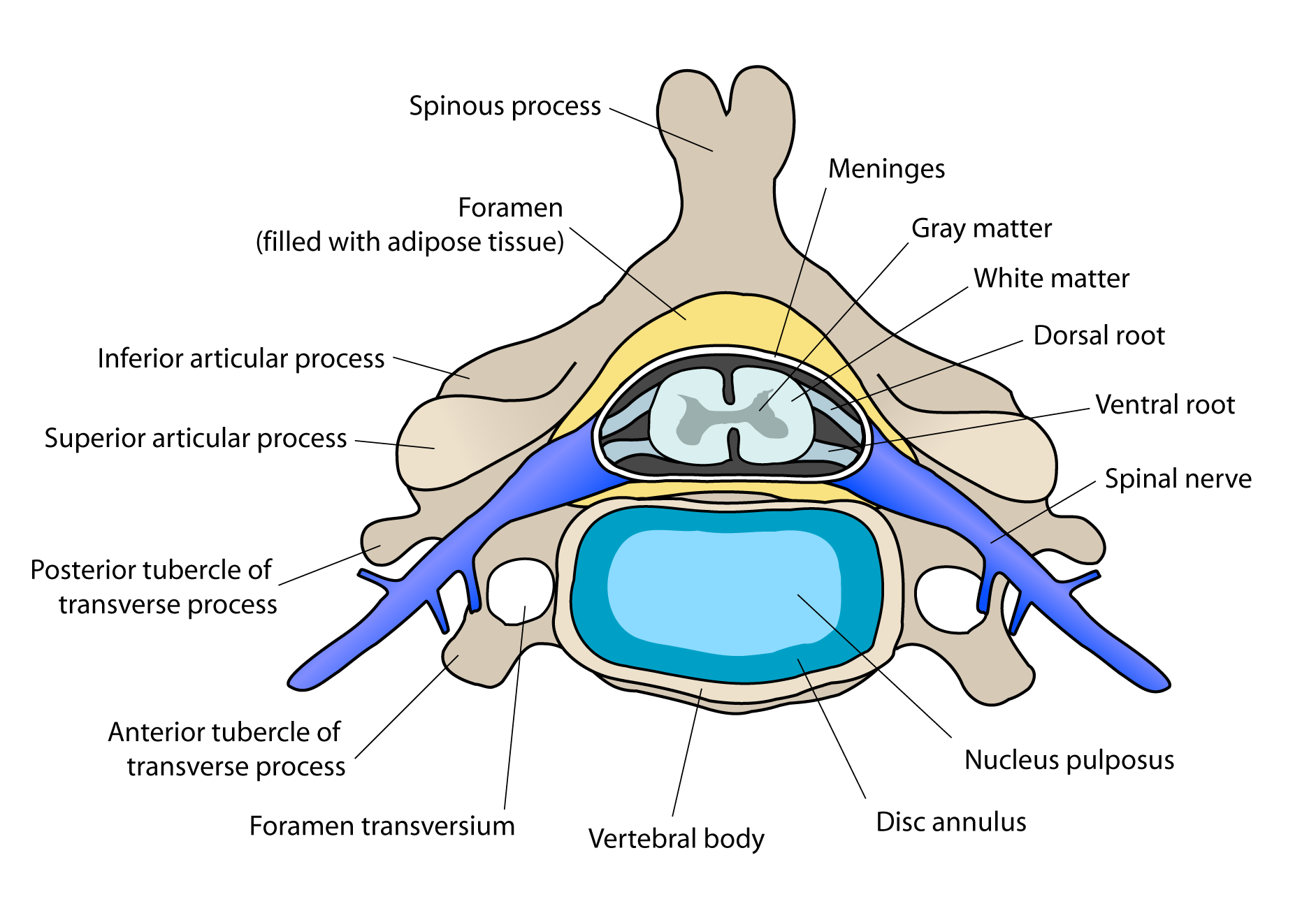
Vertebra cervicale.
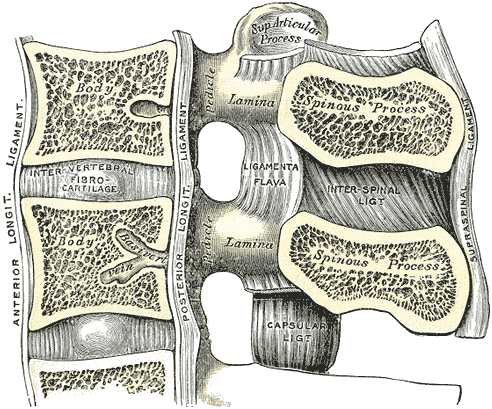
Sezione sagittale mediana di due vertebre lombari e dei loro legamenti.